# De Zoeke
De Zoeke is een buurtschap in de gemeente Losser in de Nederlandse provincie Overijssel. Het ligt ten zuidwesten van Losser, op de westelijke oever van de Dinkel, tegen de Losserse wijk De Zoeker Esch aan. De Zoeke ligt ten westen van de N731.